# Znosko-Gletscher
Der Znosko-Gletscher (polnisch Lodowiec Znoski) ist ein Gletscher auf King George Island im Archipel der Südlichen Shetlandinseln. Er mündet südlich des Crépin Point in die Admiralty Bay.
Polnische Wissenschaftler benannten ihn 1980. Namensgeber ist der polnische Geologe Jerzy Znosko (1922–2017).